# Anna Bella Geiger
Anna Bella Geiger (sinh năm 1933 tại Rio de Janeiro) là một nghệ sĩ người Do Thái có tổ tiên là người Do Thái-Ba Lan . Cô là giáo sư tại Trường Nghệ thuật Lage Park. Cô sống ở Rio de Janeiro, và công việc của cô, đặc trưng bởi việc sử dụng các phương tiện truyền thông khác nhau, được tổ chức bởi các phòng trưng bày và bộ sưu tập cá nhân ở Mỹ, Trung Quốc, Brazil và châu Âu.

## Tiểu sử
Geiger đầu tiên tốt nghiệp về văn học và ngôn ngữ, và sau đó vào những năm 1950, học nghệ thuật tại Học viện Fayga Ostrower của Rio. Cô chuyển đến New York vào năm 1954, nơi cô tham gia các lớp học về Lịch sử Nghệ thuật tại Bảo tàng nghệ thuật Metropolitan, trở lại Rio vào năm sau. Năm 1965, cô tham dự một hội thảo điêu khắc tại Bảo tàng Nghệ thuật Hiện đại, nơi cô bắt đầu giảng dạy ba năm sau đó. Cô trở về New York năm 1969 để dạy tại Đại học Columbia, trở về Rio vào năm 1970.
Trong những năm 1980, cô tập trung vào vẽ tranh, và vào đầu những năm 1990, cô tập trung vào hình ảnh bản đồ đúc bằng kim loại, và các công trình hộp sắt lưu trữ kết hợp kim loại và sơn sáp nóng. Tại Rio vào năm 2006, Geiger đã xây dựng Circe, bao gồm một mô hình quy mô của những tàn tích Ai Cập cổ đại và video trình diễn; Circe đã được tạo lại vào năm 2009.
Năm 1983 Geiger trở thành thành viên của Quỹ Tưởng niệm John Simon Guggenheim.